# ホンダ・コンチェルト
コンチェルト（CONCERTO）は、本田技研工業がかつて生産・販売していたセダン型の小型乗用車である。
1980年代にホンダが技術提携していたイギリスのオースチン・ローバー・グループ（ARG、後のローバー）と共同開発した車種で、アコードとシビックの中間を担う位置づけのモデルであったが、ヨーロピアンスタイルの性格が色濃く出ているクラスレス車であった。販売はクリオ店。

## 概要
ボディバリエーションは、4ドアノッチバックセダンと5ドアハッチバックセダンの2種で、ともにいわゆる6ライト・ウィンドウの側面窓配置を持ち、プレリュードに代表される巾広で背の低い乗用車を作っていた当時のホンダらしからぬ、車高が高くボンネットの長い、セダンらしいスタイルをしている。
日本仕様を日本国内で生産し、欧州仕様は英国のARGで生産するという、初代レジェンドと同様の生産・販売の体制をとっていた。日本仕様のサスペンション形式は4輪ダブルウィッシュボーン式であるが、欧州仕様はARGが開発したストラット式のフロントサスペンションを採用していた。
なお、欧州仕様には当時のARG車と同じ「ARR」から始まる車台番号を与えられていた。さらに、ARGでは「ローバー 216/220や416」という3ドアハッチバック、5ドアステーションワゴンや2ドアクーペ・カブリオレなどが存在し、コンチェルトとは姉妹関係にあたる。
搭載されるエンジンは、シビックに積まれていたD15B型及びZC型を採用している。
駆動方式はFF及び4WDであり、上位グレードの4WDには、トルクスプリット型ビスカスカップリングと4wA.L.B.を融合させたINTRACという機構を採用していた。なお最上級グレードの「JX-i」では4輪ともディスクブレーキが採用されていたが、4WD仕様はリヤがドラムブレーキとなる。
上位グレードの装備はフルオート・エアコン、1.6Lクラスでは初となる運転席電動パワーシート&ランバーサポート、4スピーカーオーディオ&オートアンテナ、キーレスエントリーシステムなどが標準である。さらに4ドアセダンには本革シートもオプションで用意された。

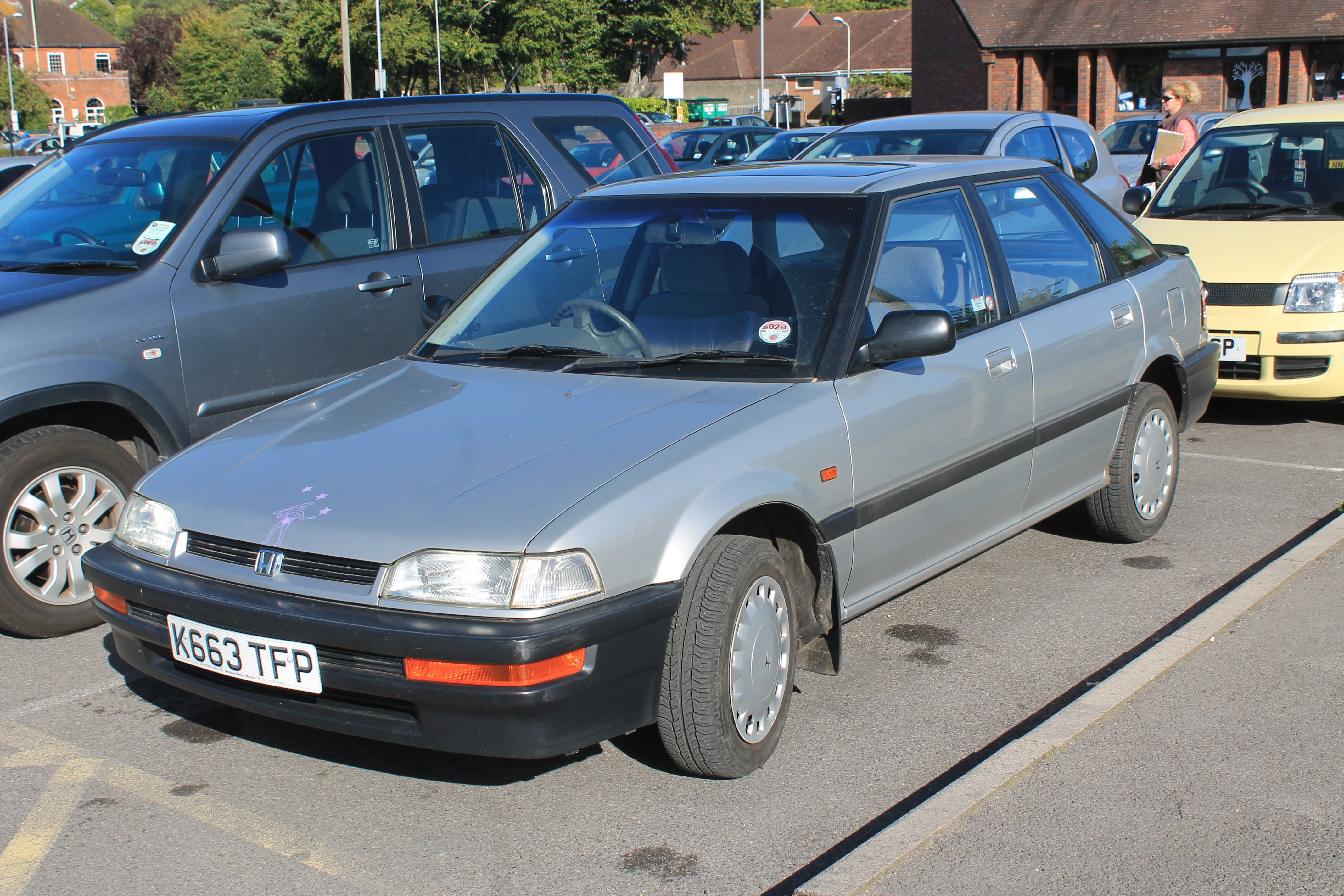
前期型5ドア フロント 欧州仕様
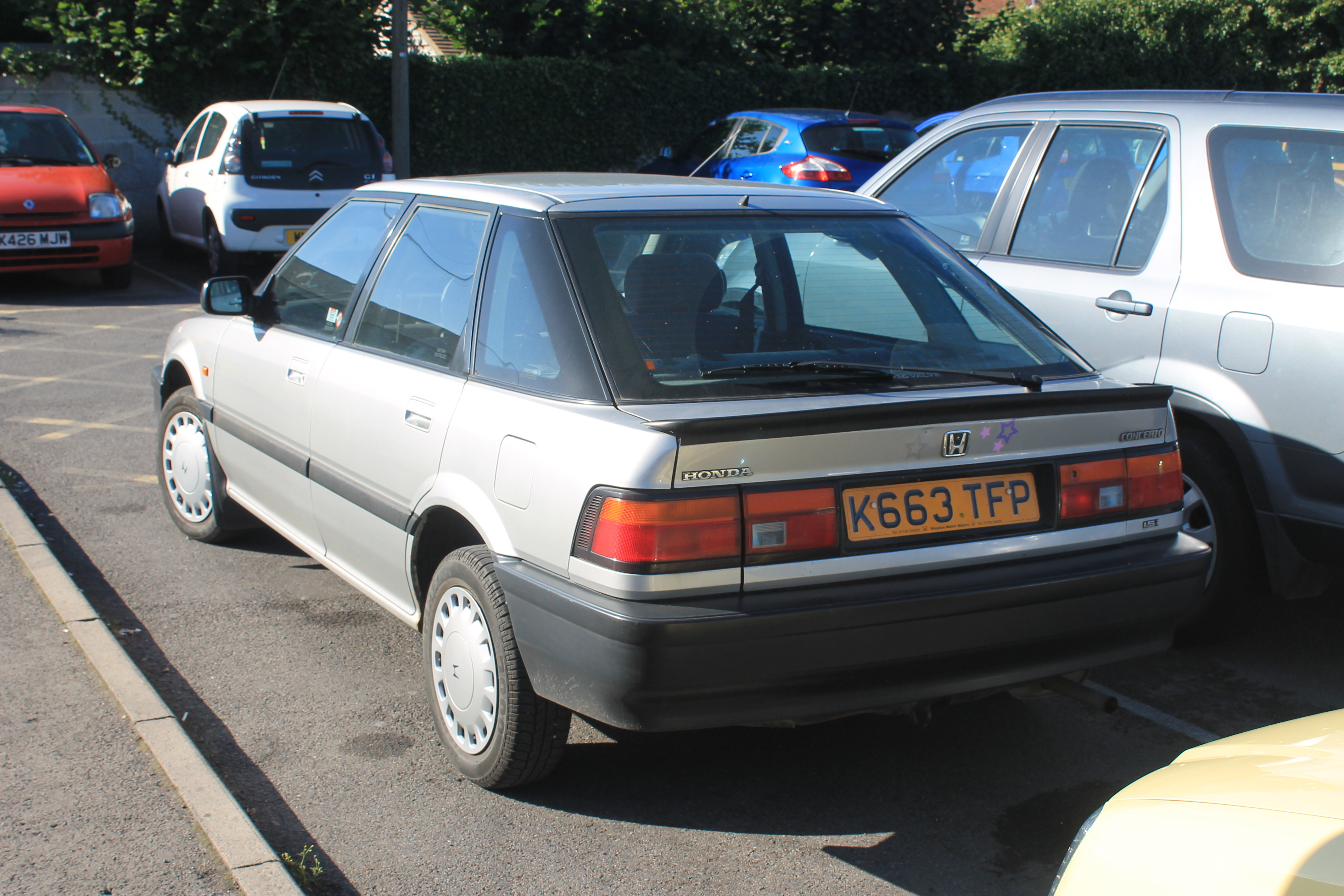
前期型5ドア リア 欧州仕様
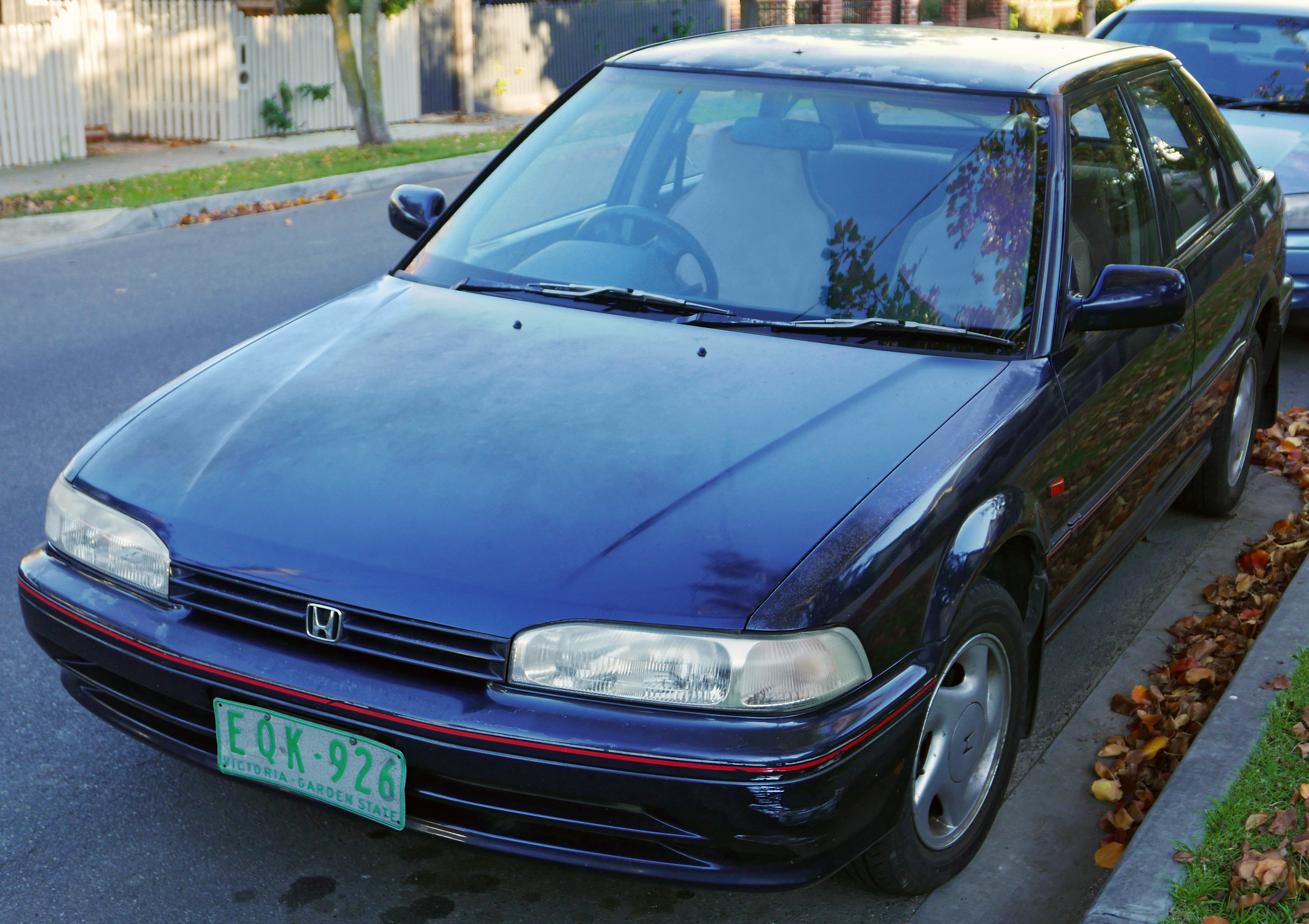
後期型5ドア フロント 豪州仕様
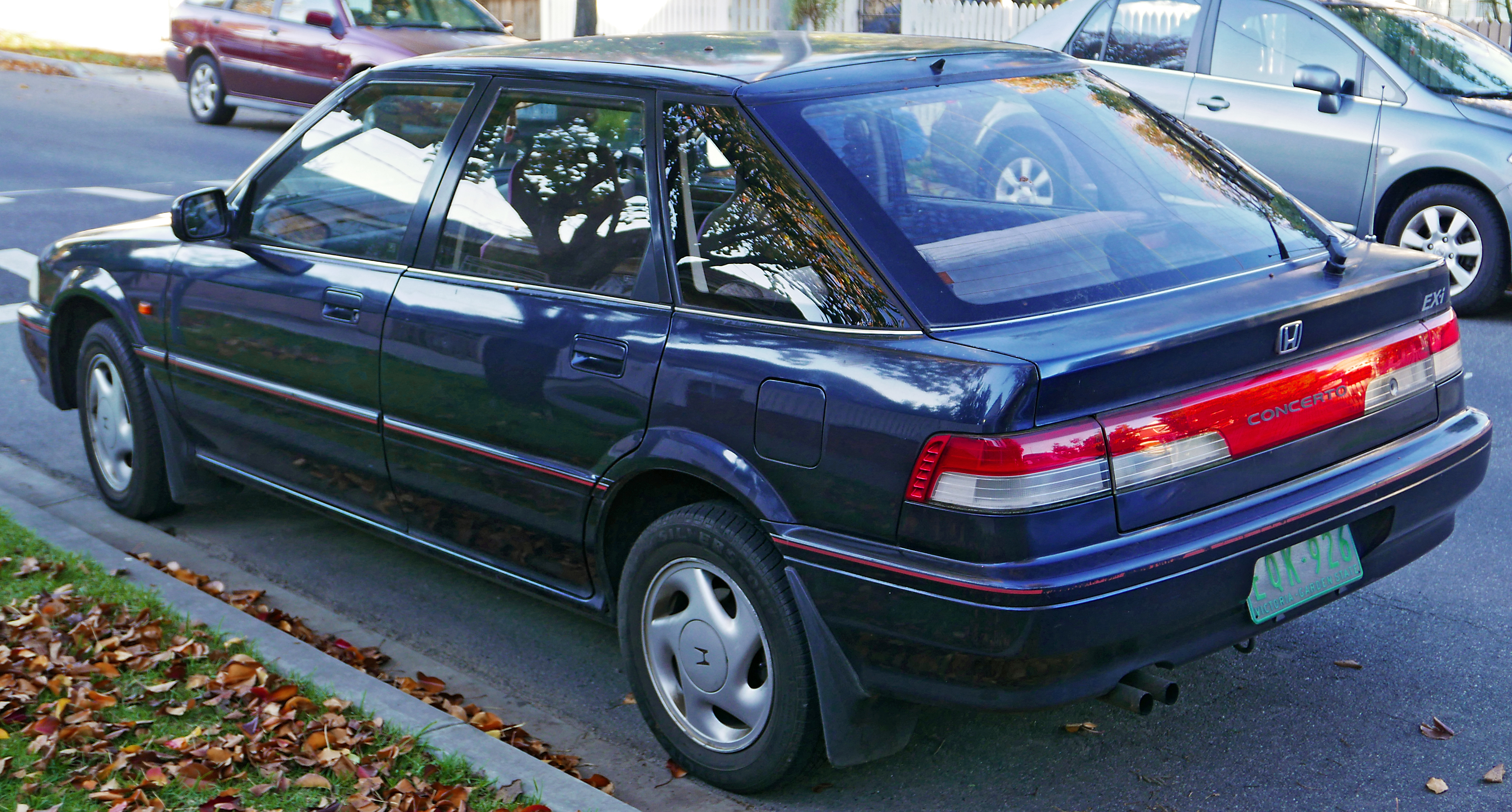
後期型5ドア リア 豪州仕様

## 搭載エンジン
ホンダ・D15B型
- エンジン種類：水冷直4横置き
- 弁機構：SOHCベルト駆動 吸気2 排気2
- 総排気量：1,493cc
- 内径×行程：75.0mm×84.5mm
- 圧縮比：9.2
- 最高出力：91PS/6,000rpm
- 最大トルク：12.1kgf·m/4,000rpm
- 燃料供給装置形式：キャブレター式
- 使用燃料種類：無鉛レギュラーガソリン
- 燃料タンク容量：45L

ホンダ・ZC型（SOHC キャブレター式）
- エンジン種類：水冷直4横置き
- 弁機構：SOHCベルト駆動 吸気2 排気2
- 総排気量：1,590cc
- 内径×行程：75.0mm×90.0mm
- 圧縮比：9.1
- 最高出力：105PS/6,300rpm
- 最大トルク：13.8kgf·m/4,500rpm
- 燃料供給装置形式：キャブレター式（CV型2連）
- 使用燃料種類：無鉛レギュラーガソリン
- 燃料タンク容量：D15B型を参照

ホンダ・ZC型（SOHC 電子制御燃料噴射式）
- エンジン種類：水冷直4横置き
- 弁機構：SOHCベルト駆動 吸気2 排気2
- 総排気量：1,590cc
- 内径×行程：75.0mm×90.0mm
- 圧縮比：9.1
- 最高出力：120PS/6,300rpm
- 最大トルク：14.5kgf·m/5,500rpm
- 燃料供給装置形式：電子制御燃料噴射式（ホンダPGM-FI）
- 使用燃料種類：無鉛レギュラーガソリン
- 燃料タンク容量：D15B型を参照

ホンダ・ZC型（DOHC 電子制御燃料噴射式）
- エンジン種類：水冷直4横置き
- 弁機構：DOHCベルト駆動 吸気2 排気2
- 総排気量：1,590cc
- 内径×行程：75.0mm×90.0mm
- 圧縮比：9.5
- 最高出力：130PS/6,800rpm
- 最大トルク：14.7kgf·m/5,700rpm
- 燃料供給装置形式：電子制御燃料噴射式（ホンダPGM-FI）
- 使用燃料種類：無鉛レギュラーガソリン
- 燃料タンク容量：D15B型を参照

## 初代 MA1/2/3型（1988年-1992年）
- 1988年6月15日 - 発表された。
  - 6月16日 - 4ドアセダンのFFのみ発売され、グレード編成は「JE」（D15B型）、「JL」/「JG」/「JX」（ZC型 SOHC 16バルブ 2連CVキャブレター仕様）、「JX-i」（ZC型 SOHC 16バルブ PGM-FI仕様）の5種であった。
  - 7月1日 - 4ドアセダンの4WDおよび5ドアセダンが発売された。4WDは「JL」/「JX-i」の2グレード（搭載エンジンはFFの同グレードと同じ）、5ドアハッチバックは「JL」/「JG」/「JX-i」の3グレード（搭載エンジンは4ドアセダンの同グレードと同じ）の構成であった。
- 1989年10月 - フェイスリフトを行なうとともに、4ドアセダンFFに最廉価版「JE」の装備を充実した「JE-EXTRA」とスポーティバージョンの「JZ-i」の2グレードが追加された。
- 1991年2月14日 - マイナーチェンジが実施され、フロントノーズがやや垂直気味になり、テールランプのデザインが変更された。同時にグレードの追加及び整理が行われた。4ドアセダンのFFでは「JE-EXTRA」/「JG」/「JX-i」が残され、これに最上級グレードとして本革シートを標準装備した「EXCLUSIVE」(ZC型 DOHC 16バルブ PGM-FI仕様 135PS)を加えて4種、同じく4WDは「JG」/「JX-i」にスポーティバージョンの「JZ-Si」（ZC型 DOHC 16バルブ PGM-FI仕様）を加えた3種、5ドアセダンは「JG」及び「JX-i」の2種となる。最上級の4ドア「EXCLUSIVE」の価格は210万円で、当時のバブル景気に相応しいものだった。
- 1992年9月[3]ｰ生産終了。その後の11月に後継となるドマーニの登場、及びローバージャパンが翌年から姉妹車の400シリーズを国内販売することに伴い販売を終了しモデル廃止。国外向けは1994年まで製造された。

## 車名の由来
- イタリア語の「協奏曲」。